# Ок-Парк-Гайтс (Міннесота)
Ок-Парк-Гайтс (англ. Oak Park Heights) — місто (англ. city) в США, в окрузі Вашингтон штату Міннесота. Населення — 4849 осіб (2020).

## Географія
Ок-Парк-Гайтс розташований за координатами 45°2′2″ пн. ш. 92°48′47″ зх. д. / 45.03389° пн. ш. 92.81306° зх. д. (45.033767, -92.812917).  За даними Бюро перепису населення США в 2010 році місто мало площу 7,85 км², з яких 7,73 км² — суходіл та 0,12 км² — водойми. В 2017 році площа становила 8,57 км², з яких 7,45 км² — суходіл та 1,13 км² — водойми.

## Демографія
Згідно з переписом 2010 року, у місті мешкало 4339 осіб у 1842 домогосподарствах у складі 980 родин. Густота населення становила 553 особи/км².  Було 2039 помешкань (260/км²).
Расовий склад населення:
| - 89,8 % — білих - 4,5 % — чорних або афроамериканців - 2,0 % — азіатів - 1,6 % — корінних американців |

До двох чи більше рас належало 1,5 %. Частка іспаномовних становила 3,0 % від усіх жителів.
За віковим діапазоном населення розподілялося таким чином: 17,8 % — особи молодші 18 років, 59,2 % — особи у віці 18—64 років, 23,0 % — особи у віці 65 років та старші. Медіана віку мешканця становила 44,9 року. На 100 осіб жіночої статі у місті припадало 108,6 чоловіків;  на 100 жінок у віці від 18 років та старших — 109,4 чоловіків також старших 18 років.
Середній дохід на одне домашнє господарство  становив 65 842 долари США (медіана — 49 750), а середній дохід на одну сім'ю — 90 839 доларів (медіана — 74 485). Медіана доходів становила 54 402 долари для чоловіків та 40 000 доларів для жінок. За межею бідності перебувало 10,0 % осіб, у тому числі 11,6 % дітей у віці до 18 років та 4,2 % осіб у віці 65 років та старших.
Цивільне працевлаштоване населення становило 2040 осіб. Основні галузі зайнятості: освіта, охорона здоров'я та соціальна допомога — 19,6 %, виробництво — 19,3 %, роздрібна торгівля — 12,0 %, науковці, спеціалісти, менеджери — 11,6 %.